# Natació als Jocs Olímpics d'estiu de 1900 - Natació subaquàtica
La natació subaquàtica masculina va ser una de les proves de natació que es van disputar als Jocs Olímpics de París de 1900. La competició tingué lloc el 12 d'agost de 1900, amb la presència de 14 nedadors representants de 4 nacions. És l'única vegada que s'ha disputat aquesta prova en uns Jocs Olímpics.

## Medallistes
| Or                    | Plata     | Bronze          |
| Charles de Vendeville | André Six | Peder Lykkeberg |

## Resultats
La puntuació final és obtinguda a partir d'atorgar un punt per cada segon i dos punts per cada metre nedat sota l'aigua.
| Posició | Nedador               | Segons | Metres | Puntuació |
| ------- | --------------------- | ------ | ------ | --------- |
| Or      | Charles de Vendeville | 68,4   | 60,00  | 188,4     |
| Plata   | André Six             | 65,4   | 60,00  | 185,4     |
| Bronze  | Peder Lykkeberg       | 90,0   | 28,50  | 147,0     |
| 4       | de Romand             | 50,2   | 47,50  | 145,2     |
| 5       | Tisserand             | 48,0   | 30,75  | 109,5     |
| 6       | Hans Aniol            | 30,0   | 36,95  | 103,9     |
| 7       | Menault               | 38,4   | 32,50  | 103,4     |
| 8       | Louis Marc            | 32,0   | 34,00  | 100,0     |
| 9       | Peyrusson             | 29,6   | 31,00  | 91,6      |
| 10      | Kaisermann            | 56,8   | 16,10  | 88,8      |
| 11      | Leclerq               | 28,0   | 30,00  | 88,0      |
| 12      | Chevrand              | 32,0   | 20,00  | 72,0      |
| 13      | Anderlé               | 22,4   | 23,50  | 69,4      |
| 14      | Eucher                | 23,0   | 21,50  | 66,0      |